# Milena Mileva Blažić
Milena Mileva Blažić, slovenska literarna zgodovinarka, univerzitetna učiteljica, * 12. september 1956, Popuže, Bosna in Hercegovina.

## Življenje in delo
Osnovno šolo in gimnazijo je končala v Novem Travniku (BiH). Od leta 1975 živi in dela v Ljubljani. Leta 1985 je diplomirala na Oddelku za primerjalno književnost in literarno teorijo na Filozofski fakulteti v Ljubljani, leta 1997 pridobila naziv magistra slovenske književnosti na Oddelku za slovanske jezike in književnosti in leta  2001 uspešno zagovarjala doktorsko disertacijo z naslovom Vloga in pomen ustvarjalnega pisanja pri pouku književnosti v osnovni šoli.. Zaposlena je na Pedagoški fakulteti Univerze v Ljubljani, od leta 1991 kot asistentka, od leta 2002 kot docentka in od leta 2008 kot izredna profesorica in od leta 2013 kot redna profesorica za didaktiko književnosti (prva habilitacija), druga habilitacija je od leta 2007  docentka in od 2013 izredna profesorica za slovensko književnost na Oddelku za razredni pouk (katedra za slovenščino), predava pa tudi na Oddelku za predšolsko vzgojo. Njeno področje znanstvenega raziskovanja zajema še mladinsko književnost, večkulturno mladinsko književnost in teorijo mladinske književnosti.
Leta 1992 je izdala knjigo Kreativno pisanje: priporočnik vesele znanosti od besede do besedila, nato so v letih 1995, 1996 in 1997 izšli trije delovni zvezki z istim naslovom. Vodila je številne pedagoške seminarje za učitelje slovenščine, mentorje literarnih krožkov in knjižničarje v Sloveniji,  Italiji in Avstriji. Bila je sourednica pesniške antologije Peti letni čas: 100 naj pesmi za mlade (2001) in soavtorica dvakrat nagrajenih beril za osnovne šole Svet iz besed 7 (Bolonjski knjižni sejem (2003): 2. nagrada in Frankfurtski knjižni sejem. 2003: 1. nagrada). Med letoma 2001 in 2004 je bila nosilka projekta Ciljnega raziskovalnega programa (CRP) Razvoj bralnih zmožnosti z bralno značko. Sodeluje v dveh projektih EU s področja mladinske književnosti in IKT (informacijsko-komunikacijske tehnologije) in je članica dveh znanstvenih združenj: Nordic Network for Children's literature  in IRSCL (International Research Socitey for Children's Literature)  Med letoma 2006 in 2008 je bila tajnica Slavističnega društva Slovenije. Od leta 2006 je svetnica v Mestnem svetu Mestne občine Ljubljana na Listi Zorana Jankovića. Od leta 2007 je mentorica Wikiprojekta Slovenska mladinska književnost, ki ga pripravljajo študentje ljubljanske Pedagoške fakultete. Od 30. junija 2008 - 31. januarja.+ 2013  tudi predsednica Sveta Mestne knjižnice Ljubljana in od 2009-2014 predsednica  Sveta Lutkovnega gledališča Ljubljana. 
Na državnozborskih volitvah leta 2011 je kandidirala na listi Pozitivne Slovenije, 02. 04. 2013 je zavrnila poslanski mandat v DZ in 04. 10. 2013 izstopila iz Pozitivne Slovenije.

## Priznanje
2012 Trubarjevo priznanje za ohranjanje kulturne pisne dediščine 

## Družina
Milena Mileva Blažić je soproga kantavtorja Janija Kovačiča.

## Izbrana bibliografija[8]
- Memetics and the cultural evolution of Grimms´ fairy tales in Slovenian territory (1849-2012). V: Märchen, Mythen und Moderne : 200 Jahre Kinder- und Hausmärchen der Brüder Grimm. Peter Lang, Frankfurt am Main, str. 971-987. ISBN 978-3-631-64454-6 http://pefprints.pef.uni-lj.si/view/creators/Bla==017Ei==0107=3AMilena_Mileva=3A=3A.html
- Književni pouk v osnovni šoli - analiza učnega načrta slovenščina (2011). Philological studies (2). str. 631-642. ISSN 1857-6060 (2014)
- CLCWeb A Survey of Slovenian Women Fairy Tale Writers 2013 http://docs.lib.purdue.edu/clcweb/vol15/iss1/3/ (2015)
- Aplikacija folkloristične teorije Stitha Thomspona na slovenskih pravljicah (2009). Aplikacija folkloristične teorije Stitha Thompsona na zbirko slovenskih pravljic. Slavistična revija, zvezek 57, izd. 2, str. 321-331. URN:NBN:SI:DOC-C7OMA1L4 iz http://www.dlib.si
- Aplikacija teorij pravljic na primeru Lepe Vide v slovenski mladinski književnosti.
- Art and pedagogy: From reader-response to writer-response theory. Metodika II/2. 2004. 153–162. (COBISS)
- Bralni in pisni interesi v slovenskih osnovnih šolah. Jezik in slovstvo. 1995. URN:NBN:SI:DOC-DE0HP3DL[mrtva povezava]
- Branja mladinske književnosti. Ljubljana: Pedagoška fakulteta, 2011. http://www.pef.uni-lj.si/fileadmin/Datot%5B%5D
- Branja in pripovedovanja mladinske književnosti URN:NBN:SI:DOC-CXOXQMXC[mrtva povezava] http://revija-knjiznica.zbds-zveza.si/Izvodi/K1104/Blazic-Mileva_Stefan.pdf Arhivirano 2015-06-10 na Wayback Machine.
- Children's Literature in South-East Europe. CLCWeb: Comparative Literature and Culture. 2011. http://docs.lib.purdue.edu/clcweb/vol13/iss1/10/
- Dane Zajc. Ljubljana: Nova revija, 1995. (Zbirka Interpretacije, 4). (soavtorstvo z drugimi)  (COBISS)
- Infrastruktura slovenske mladinske književnosti. Simpozij Obdobja 28. http://www.centerslo.net/files/file/simpozij/simp28/Blazic.pdf
- Ljubljanščina v besedilih Andreja Rozmana Roze na primeru Pike Nogavičke.
- Kratka pripovedna proza v slikaniški obliki pri pouku književnosti. Obdobja 23. http://www.centerslo.net/files/file/simpozij/sim23/667_Blazic.pdf
- Kreativno pisanje. Vaje za razvijanje sposobnosti ustvarjalnega pisanja. Ljubljana: GV Izobraževanje, 2003. (COBISS)
- Medmedijski projekt - slovenska mladinska književnost na spletu. V: Zbornik. Obdobja. 2011. http://www.centerslo.net/files/file/simpozij/simp30/Zbornik/Blazic2.pdf Arhivirano 2015-06-10 na Wayback Machine.
- Meddisciplinarni pogled na pravljice - študij primera deklice brez rok (ATU 510). V: Zbornik Obdobja, 2011.http://www.centerslo.net/files/file/simpozij/simp30/Zbornik/Blazic2.pdf
- Mladinska književnost v literarni vedi in izobraževanju. V: Zbornik Obdobja 25. 2008.http://www.centerslo.net/files/file/simpozij/sim25/Blazic.pdf
- Modeli za ustvarjalni pouk književnosti v osnovni šoli. Ljubljana: Zavod Republike Slovenije za šolstvo, 2000. (COBISS)
- Motiv mesta v slovenski mladinski književnosti = The city as a motif in Slovene youth literature. Urbani izziv XIV/2. 2003. 29–34, 97–100. (COBISS)URN:NBN:SI:DOC-DE0HP3DL[mrtva povezava]
- Motiv Plečnikove Ljubljane v mladinskih besedilih Kristine Brenkove. 2010. http://www.centerslo.net/files/file/ssjlk/ssjlk_42_zbornik.pdf
- Motiv telesa v kratki sodobni pravljici Svetlane Makarovič. Telo v slovenskem jeziku, literaturi in kulturi. 2009. str. 92-100. http://www.centerslo.net/files/file/ssjlk/zbornik%20splet.pdf http://videolectures.net/ssjlk09_mileva_blazic_mtksp/
- Odgovornost javne uprave pri določanju učnih načrtov www.ljubljana.si/file/1271907/blazic.pdf‎
- Place and function of children's literature in the next millennium. 1997. (COBISS)
- Podoba realnih in fantastičnih mest ter prebivalcev v slovenski mladinski književnosti. 2006. Stra. 80-90. http://www.centerslo.net/files/file/ssjlk/ssjlk_42_zbornik.pdf
- Podoba otroka in otroštva v slovenski (mladinski) književnosti.  2007 (86-93) http://www.centerslo.net/files/file/simpozij/simp28/Blazic.pdf
- Podoba otroka v Trubarjevih besedilih URN:NBN:SI:DOC-XSQGFLC3[mrtva povezava]
- Podoba ženske v Trubarjevih besedilih. Slavia Centralis. 2008. http://kuscholarworks.ku.edu/dspace/bitstream/1808/7254/1/SC.2008.1.73-80.pdf
- Primerjalna analiza lika čarovnice v ruskih in slovenskih pravljicah - študija primera: Jaga baba in Pehta. http://www.centerslo.net/files/file/ssjlk/46%20SSJLK/Blazic.pdf
- Reading and writing appreciation in Slovene elementary schools: results of a survey. Reader 35/36. Houghton, Mich, 1996. 55–66. (COBISS)  Arhivirano 2007-11-02 na Wayback Machine..
- Skrivni bralni zakladi: dnevniki branja in književna vzgoja v devetletki: didaktični priročnik za učitelje k (Skrivnim) dnevnikom ustvarjalnega branja od 2 do 9 (od 1 do 8). Ljubljana: Rokus,  20001; 20012. (COBISS)
- Slovenska realistična in fantastična pripoved pri pouku književnosti v osnovni šoli. Obdobja 22. http://www.centerslo.net/files/File/simpozij/sim21/blazic.pdf
- Šola v teoriji – teorija v šoli. Časopis za kritiko znanosti XXI/160/161. Ljubljana: Časopis za kritiko znanosti, 1993. (soavtorstvo z drugimi) (COBISS)
- Strokovno spremljanje mladinske književnosti v Sloveniji. Otrok in knjiga XXXI/61. 2004. 67–77. (COBISS)
- The understanding of metaphor by elementary school students. V: The systemic and empirical approach to literature and culture as theory and application. Ur. Tötösy de Zepetnek, Steven, Sywenky, Irene. 1997. 385–391. (COBISS)
- Umetnostno besedilo in novi mediji. 2004. Obdobja 22.  http://www.centerslo.net/files/File/simpozij/sim22/Blazic.pdf
- Uvod v teorijo mladinske književnosti. Jezik in slovstvo. 2007. URN:NBN:SI:DOC-2MY0ZR00[mrtva povezava]
- Utopije v sodobni slovenski mladinski književnosti (1980-2010). Simpozij Obdobja 29. http://sl.scribd.com/doc/50316282/Utopia-in-modern-Slovenian-children-s-literature-by-Milena-Mileva-Blažić
- Vloga in pomen ustvarjalnega pisanja pri pouku književnosti v osnovni šoli. Doktorska disertacija. Univerza v Ljubljani: Pedagoška fakulteta. 2000.
- Zgodovinski oris prostega spisja na Slovenskem (1850–2000). Ljubljana: Pedagoška fakulteta, 2002. (COBISS) http://www2.pef.uni-lj.si/publikacije/M-Blazic_Zgodovinski_oris.pdf Arhivirano 2013-05-31 na Wayback Machine.